# Gianluca e Massimiliano De Serio

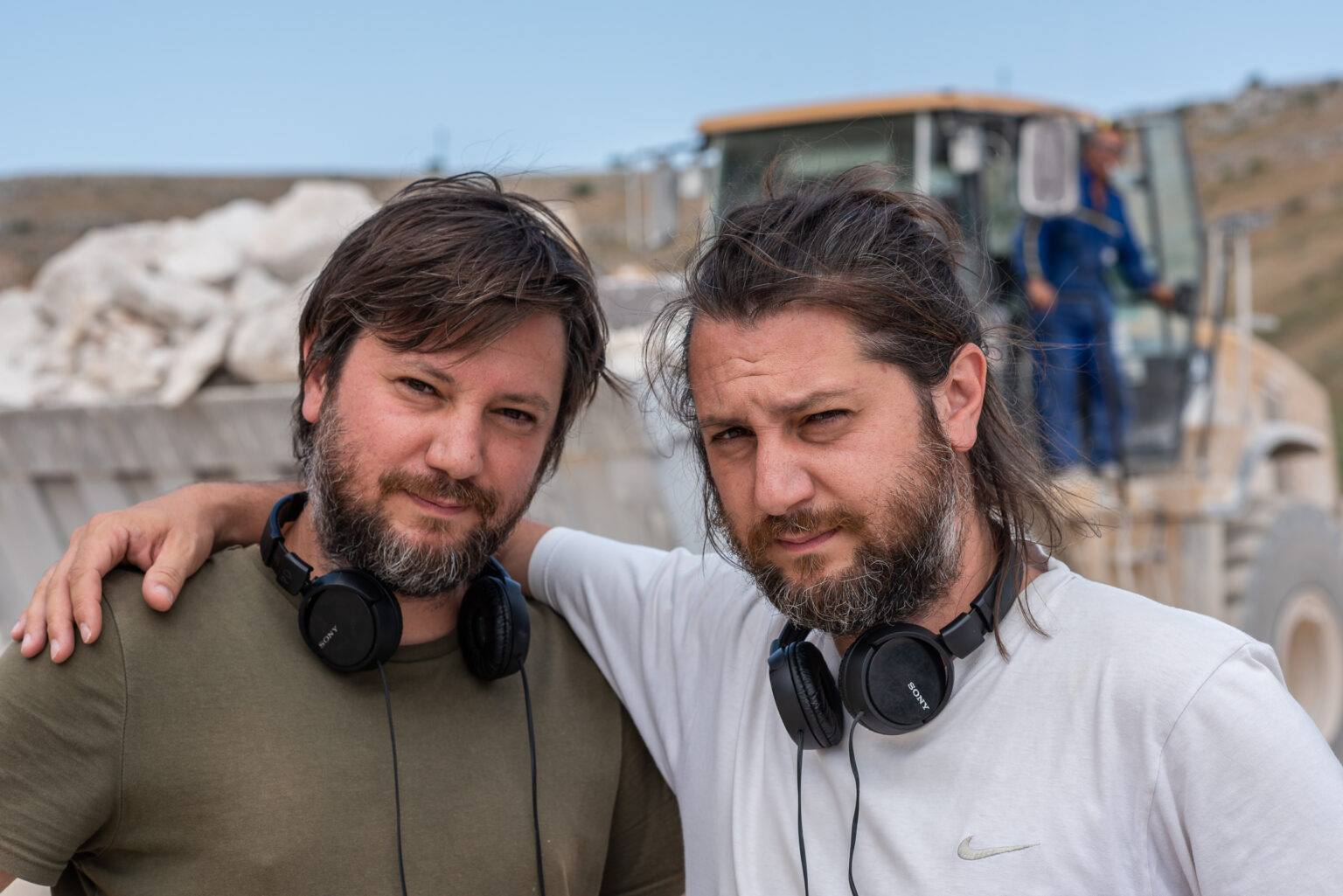
Gianluca e Massimiliano De Serio sul set del film Spaccapietre

Gianluca (Torino, 15 dicembre 1978) e  
Massimiliano De Serio (Torino, 15 dicembre 1978) sono due registi italiani.

## Biografia
Gemelli, lavorano insieme dal 1999. Negli anni hanno realizzato film, documentari e installazioni, partecipando a mostre e festival di cinema nazionali e internazionali.
Protagonisti dei lavori dei De Serio sono identità sradicate, alle prese con una continua ridefinizione di sé o identità collettive, in un percorso ibrido tra messa in scena, memoria e performance.
Nel febbraio 2012 hanno fondato Il Piccolo Cinema, “società di mutuo soccorso cinematografico”, nella periferia nord di Torino, dove vivono e lavorano.
Nell'agosto 2011 Sette opere di misericordia, il loro primo lungometraggio per il cinema, esordisce in concorso internazionale al Festival del film Locarno. Il loro documentario I ricordi del fiume (2015) esordisce in Selezione Ufficiale alla Mostra Internazionale del Cinema di Venezia. Il loro film Spaccapietre (2020) è selezionato sempre al Festival di Venezia, unico film italiano nel Concorso Internazionale delle Giornate degli Autori. Il loro documentario Canone effimero (2025) esordisce nella sezione Forum della Berlinale 2025, dove ottiene la Menzione Speciale della Giuria per il Berlinale Documentary Award. Il film è l'unico film di produzione interamente italiana presente alla Berlinale. 
Tra i riconoscimenti si ricordano: Don Quijote Award al Festival del film Locarno (2011), Prix du Jury all'Festival international du film de Marrakech, Grand Prix all'Annecy Cinéma Italien, tre candidature per il Nastro d'argento con "Sette opere di misericordia", Premio Navicella attribuito dalla Fondazione Ente dello Spettacolo, la candidatura al Globo d'Oro per l'esordio nel lungometraggio (2012), la Menzione Speciale della Giuria per il Berlinale Documentary Award alla Berlinale 2025.
Con i cortometraggi, hanno vinto molti premi in festival di cinema internazionali tra cui: la pre-selezione all'Oscar per il Miglior cortometraggio (2005), la candidatura agli European Film Awards per il cortometraggio (2006), il Nastro d'argento per il Miglior cortometraggio (2004), il Nastro d'argento per la Miglior Sceneggiatura di cortometraggio (2005), il Nastro d'argento per la Miglior Produzione di cortometraggio (2006), due candidature al David di Donatello per il cortometraggio (2005 e 2006), l'Edinburgh International Film Festival (2006), il Festival internazionale del cortometraggio di Oberhausen (2005 e 2006), l'European Short Film Biennale Ludwigsburg (2005), Huesca (2005), Vendome (2005 e 2006), il festival Visionaria (2003), il Festival internazionale del cortometraggio di Siena, miglior film italiano in pellicola per tre anni consecutivi al Torino Film Festival.
Il documentario Bakroman ha vinto il premio Miglior Documentario italiano al Torino Film Festival, (2010). Il documentario L'Esame di Xhodi ha vinto il Premio speciale della giuria al Torino Film Festival, (2007) e ha partecipato, tra gli altri, al Visions du Réel (Nyon), al Montevideo Film Festival e al Festival Internazionale del Film di Roma.
Numerose retrospettive sono state dedicate ai loro film, tra cui: Arcipelago Film Festival, Roma (2009); Museo de Arte Moderno La Tertullia, Cali, Colombia (2008); Contemporary Art Center di Tel Aviv, Israele (2008); Vendôme Film Festival, Francia (2007); INHA (Institut National d'Histoire de l'Art), in collaborazione con Galleria nazionale del Jeu de Paume, Parigi (2006).

## Filmografia

### Lungometraggi e mediometraggi
- Ensi e Shade - doocumentario (2006)
- L'esame di Xhodi - doocumentario (2007)
- Bakroman - documentario (2010)[8]
- Stanze (2010)[9]
- Sette opere di misericordia (2011)
- I ricordi del fiume - documentario (2016)
- Spaccapietre (2020)
- Canone effimero - documentario (2025)

### Cortometraggi
- Il giorno del santo (2002)
- Maria Jesus (2003)
- Mio fratello Yang (2004)
- Dialoghi del lys (2005)
- Lezioni di arabo (2005)
- Zakaria (2005)
- Rew e Shade (2006)
- Raige e Shade (2006)
- Tanatologia, 14 maggio 1958 (2006)
- Sestetto (2008)
- Come l'acciaio (2008)
- Leo (2009)
- Oriente (2010)[10]
- Un ritorno (2013)[11]

### Installazioni video
- Neverending Maria Jesus - 3 canali (2006)
- Gru, variazione per coro di sei gru e altoparlanti - 6 canali (2007)
- Love - 5 canali (2009)
- Bakroman - installazione: Ritratti, Dialoghi, Riunioni (2010)[12]
- No fire zone - 4 installazioni (2010)[13]
- Looking for Luminita - doppia proiezione video (2012)[14]

## Premi
Sette opere di misericordia:
- Prix Garibaldi, Journées du Cinéma italien de Nice, (2013)
- Festival Italiano del Cinema Sociale, (2012)
- Premio Rosebud/Fac Opera Prima dell'Anno, Costa Iblea Film Festival, (2012)
- Premio "Medio Olona", Migliore Sceneggiatura, Busto Arsizio Film Festival, (2012)
- Heimatfilmfestival, (2012)
- Rassegna, Miglior film, Avamposto Maniace Ortigia Film Festival, (2012)
- Premio "Gobbo", Migliore Attrice, Bobbio Film Festival, (2012)
- Miglior film, Gallio Film Festival, (2012)
- Prix du Jury Lycéen, Prix du Jury Univerciné, Prix Interfestivals Univerciné, Univerciné Cinéma Italien, (2012)
- Premio "Navicella", Fondazione Ente dello Spettacolo, (2011)
- Prix du Jury, Meilleure Mise en Scene, Festival international du film de Marrakech, (2011)
- Grand Prix du Jury, Prix Jury Jeune, Rencontres du cinéma italien de Grenoble, (2011)
- Grand Prix Annecy Cinéma Italien Festival du film italien de Villerupt, (2011)
- Migliore Attore, Incontri del Cinema d'Essai, (2011)
- Premio Internazionale Don Quixote, Secondo Premio Giuria dei Giovani, Festival del film Locarno , (2011)
- Nomination Migliore Opera Prima, Globo d'oro, (luglio 2012)
- Tre Nomination Miglior Regista Esordiente, Attore Protagonista, Suono Nastro d'argento, (2012)
- Due Nomination Bello e Invisibile, Migliore Opera Prima, Ciak d'Oro, (2012)
- Concorso "MYmovies", Opera Prima, Premio Kineo "Diamanti al Cinema Italiano", (2012)

Cortometraggi, Documentari e Selezione:
- Miglior Documentario italiano, Torino Film Festival, (2010)
- Premio speciale della giuria Miglior Documentario italiano, Torino Film Festival, (2007)
- Nominati all'European Film Awards,(2006)
- Pre‐selezione all'Oscar Miglior Cortometraggio, (2005)
- Migliore corto internazionale in più festival:Edinburgh International Film Festival, Oberhausen, Stoccarda, Vendôme, Huesca, Siena, (2005 e 2006)
- Miglior cortometraggio italiano, Torino Film Festival, (2003, 2004, 2005)
- Premio della Critica, festival Visionaria (2003)

## Nastri d'argento
Sette opere di misericordia tre candidature:
- Candidatura al miglior esordio nel lungometraggio, (2012)
- Candidatura al miglior suono in presa diretta, (2012)
- Candidatura al miglior attore protagonista, (2012)
- Migliore Produzione, (2006)
- Migliore Sceneggiatura, (2005)

## Selezione mostre personali[15]
2013
- Esecuzione, MACRO Museo di arte contemporanea (Roma)
- Un Ritorno, Museo d'arte contemporanea del castello di Rivoli
- Un Ritorno, MAN Museo d'arte della provincia di Nuoro
- Stanze, selezionato nel programma Artists' film International, Video-Forum, Neuer Berliner Kunstverein, Berlino

2011
- Stanze, Museo diffuso della Resistenza, della deportazione, della guerra, dei diritti e della libertà, Torino
- Vitrine, Looking for Luminita, GAM, Torino[16]

2010
- No Fire Zone, Fondazione Merz, Torino
- Bakroman, Ar/ge kunst Galleria Museo, Bolzano

2009
- Love, the trilogy, Guido Costa Projects, Torino
- Love, the trilogy, Vartaji Gallery, Vilnius, Lituania
- Spazio Filmico, Leo, Museo d'arte contemporanea del castello di Rivoli

2008
- Videozone 4, The Center for Contemporary Art, Tel Aviv
- Love, A star Love and A Dark Love, Guido Costa Projects, Torino
- Come l'accaio, Fondazione Sandretto Re Rebaudengo

## Selezione mostre collettive
2013
- The 338 Hour Cineclub, Fondazione Sandretto Re Rebaudengo
- Note, backstages, sketches, libri per un'opera, Fondazione Merz

"Stanze" selezionato nel programma Artists' film International:
- Para/Site, Hong Kong
- Henie Onstad Kunstsenter, Hovikkoden, Oslo
- Istanbul Modern, Istanbul
- Ballroom Marfa, Texas
- City Gallery Wellington, Nuova Zelanda
- Fundacion PROA, Buenos Aires
- Sàn Art, Ho Chi Minh City
- Belgrade Cultural Centre, Belgrado
- Cinémathèque de Tanger, Tangeri
- New Media Center, Haifa
- Galleria d'arte moderna e contemporanea, Bergamo

2012
- The Wordly House, documenta XIII, Kassel
- Visioni, Civitella del Tronto

2011
- Il Belpaese dell'arte. Etica ed Estetica della nazione, Galleria d'arte moderna e contemporanea, Bergamo, Italia
- Io non ho mani che mi accarezzino il volto, Mole Vanvitelliana, Italia
- L'Italia alla finestra, Barockkeller der Kaiserlichen Hofburg, Innsbruck, Austria
- 00Italia, CeSAC, Caraglio.

2010
- MAXXI, Premio Italia Arte Contemporanea, Roma, dec.Speackle Imaging-Viewpoints on documentarism in contemporary art, Tokyo
- Eco e Narciso/Video, Galleria civica d'arte moderna e contemporanea Torino
- The Documentary, Prometeogallery, Milano
- Au pair, Fondazione Menegaz, Pescara, Italia
- Ablo, Collezione Video Fondazione Sandretto Re Rebaudengo, Rotonda della Besana, Milano
- Mal d'archive, La friche belle mai, Marseille

2009
- Italian Open, Annet Genlink Gallery, Amsterdam. cc26, collective exhibition, Roma
- Report, Video in onda dall'Italia, Galleria Comunale d'Arte Contemporanea, Monfalcone
- The Psychology of the Pawn, Participant Inc. New York[17]

2007
- Manifesta settima edizione, European Biennial of Contemporary Art, Trentino, Italia[18]

2006
- Neverending Cinema, Galleria Civica di Trento, Italia
- Confini, MAN, Nuoro, Italia
- T1-triennale la Sindrome di Pantagruel, Fondazione Merz, Torino, Italia
- XII Biennale dei giovani artisti dell'Europa e del Mediterraneo, Castel Sant'Elmo, Napoli, Italia